# Козловский, Леопольд
Леопольд Козловский (первоначальная фамилия Клейнман (Клайнман); 26 ноября 1918, Перемышляны, Польская Республика — 12 марта 2019, Краков) — польский пианист клезмерского направления, военный дирижёр, композитор, известный как «последний клезмер Галиции».

## Биография
Был внуком Пейсаха Брандвайна (1835—1919) — руководителя одного из самых известных клезмерских семейных коллективов Галиции, из стратинской хасидской династии. Племянник клезмерского кларнетиста Нафтули Брандвайна. Его отец Герш (Герман) Клейнман и одиннадцать братьев были музыкантами, которые до войны выступали в семейной клезмерской капелле братьев Клейнман (когда Перемышляны вошли в состав советской Украины клезмерская капелла была преобразована в эстрадный оркестр). Его мать Мирьям Секлер была домохозяйкой. Леопольд был старшим ребёнком в семье и начал выступать в капелле в шестилетнем возрасте — сначала на цымбалах, потом на аккордеоне и фортепиано. В 1938 году вместе с братом организовал гимназический ансамбль «Amor-Jazz». В 1941 году окончил Львовскую консерваторию по классу фортепиано профессора Тадеуша Маерского (начинал обучение по классу Леопольда Мюнцера, 1901—1943) и после войны дирижёрское отделение Краковской музыкальной академии. В 1940—1941 годах работал руководителем музыкального коллектива при местной средней школе в Перемышлянах.
С началом военных действий отец со старшими сыновьями бежали с отступавшей Красной Армией, но оказались на оккупированной немцами территории в районе Жмеринки и были вынуждены вернуться в Перемышляны. 5 ноября 1941 года было создано Перемышлянское гетто, куда была заключена вся семья Козловского. В гетто его с двумя братьями заставили заниматься захоронением расстрелянных. Оттуда их перевели в лагерь в Якторове, где они играли в сопровождающем казни узников и вечеринки охранников оркестре, затем в связанный с ним лагерь в Куровичах, откуда им удалось бежать в 1943 году перед последней акцией ликвидации лагеря. Его родители были расстреляны вместе с оставшимся в городе еврейским населением. Вместе с братом присоединился к еврейскому партизанскому отряду Буни (Абрама) Баума, который позже вошёл в 10-е подразделение 40-го полка Армии Крайовой, где он служил в разведывательной группе. 10 апреля 1944 года вместе с двумя братьями участвовал в боях против дивизии СС «Галичина» в районе Ганачева, где один из его братьев погиб.
В освобождённом Красной Армией Львове вступил в Народное Войско Польское, служил в медсанбате, с которым дошёл до Берлина; основал фронтовой музыкально-драматический театр 6-й дивизии из семи артистов. Дослужился до полковника, в 1968 году в разгар антисионистской кампании В. Гомулки в числе всех офицеров еврейского происхождения был уволен в запас. После Келецкого погрома в 1946 году сменил фамилию на Козловский.

## Творческая деятельность
На протяжении 23-х лет возглавлял военные музыкальные коллективы. Организовал первый в Войске Польском ансамбль народной музыки, на основе которого позже основал профессиональный оркестр, став таким образом первым музыкальным и художественным руководителем Ансамбля песни и пляски Краковского военного округа, который был впоследствии реорганизован в Эстрадный оркестр «Десант» Варшавского военного округа с штаб-квартирой в Кракове. Написал популярный «Марш десантников» для этого оркестра. Музыкальный директор первого ежегодного фестиваля военной песни в Колобжеге (1967).
На протяжении двух десятилетий с 1971 года был музыкальным директором Варшавского государственного еврейского театра (писал музыку к постановкам этого театра) и одновременно Варшавского музыкального театра «Рома» (до 1990 года Варшавский театр оперетты), ансамбля народной песни и пляски «Rzeszowiacy» в Мелеце, был консультантом ансамбля греческой музыки «Hellen» и цыганского ансамбля в Познани, с которым как музыкальный руководитель и дирижёр записал альбом «Gypsy Night». С 1989 года постоянно выступал как пианист в ресторанах Казимежа. В 1988 году дирижировал Оркестром польского радио и телевидения на первом фестивале еврейской песни в Кракове, а в 1992 году — выступил как пианист на первом фестивале клезмерской музыки в Кракове. Эти выступления положили начало возрождению клезмерской музыки в Польше. Как единственный оставшийся в Польше исполнитель клезмерской музыки довоенного поколения получил прозвище «Последний клезмер» (пол. Ostatni klezmer). Был председателем жюри ежегодного конкурса еврейской песни в Польше.
В 2002 году выпустил двойной альбом еврейских песен и инструментальных клезмерских композиций «Leopold Koslowski: The Last Klezmer of Galicia, Jewish songs» (последний клезмер Галиции), записанный с артистами Варшавского музыкального театра «Рома» и получивший в Польше сертификацию золотого; в 2016 году вышел двойной альбом его новых еврейских песен «Memento Moritz» (Leopold Kozłowski i przyjaciele Live). О нём были сняты два документальных фильма — «The Last Klezmer» в США (последний клезмер, режиссёр Йейл Стром, 1994), вошедший в шорт-лист кинопремии «Оскар», и «Ostatni klezmer» в Польше (последний клезмер, режиссёр Януш Маевски, 2017), а также сюжет во французской документальной ленте «Casting» (режиссёр Эмануэль Финкель, 2000). Принял участие в музыкальном телефильме Ицхака Перлмана «In The Fiddler’s House» (премия Эмми за лучшую музыкальную телепрограмму, 1995).
Написал значительное количество еврейских песен на стихи современных и классических поэтов на идише и инструментальных клезмерских композиций, занимался также обработками эстрадного еврейского репертуара. Для более чем двадцатилетних совместных выступлений с Яцеком Цыганом создал ряд песен на стихи последнего (в 2009 году вышла книга Яцека Цыгана «Клезмер. История жизни Леопольда Козловского-Клейнмана»; перевод на немецкий язык вышел в 2012 году). Выступал с концертами до конца 2018 года.
Автор музыки к кинофильмам «Austeria» (Золотой Лев Польского кинофестиваля в Гданьске, режиссёр Ежи Кавалерович, 1983), «И скрипки умолкли» (режиссёр Александр Рамати, 1988), «Скрипка Ротшильда» (Skrzypce Rotszylda, режиссёр Александр Рамати, 1988), и к документальным лентам «Час посла» (2003) и «Другая жизнь» (2008), телевизионному фильму «Песнь об убиенном еврейском народе» (режиссёры Шимон Шурмеж и Голда Тенцер, 1993); был консультантом по еврейской музыке в фильме «Список Шиндлера» (режиссёр Стивен Спилберг, 1993), сериале «Вихри войны» (режиссёр Дэн Кёртис, 1983) — в последнем также дирижировал цыганским ансамблем, и кинокомедии «Не лги, милая» (режиссёр Пётр Вересняк, 2008); автор цыганского музыкального сопровождения картины Ежи Сколимовского «Вешние воды», где также выступил дирижёром цыганского ансамбля «Рома». Создал шесть музыкальных версий к польской постановке мюзикла «Скрипач на крыше» на идише и на польском языке, который шёл на многих площадках страны, в том числе в Краковской опере и Музыкальном театре в Гдыне (одноимённый телевизионный фильм, в котором Л. Козловский выступил как дирижёр, вышел в 1979 году, а грампластинка в 1987 году). Как пианист участвовал в фильме «Кабаре смерти» (режиссёр Анджей Целински, 1961).
Написал песни и композиции для художественных фильмов «Красные береты» («Марш десантников», режиссёр Павел Коморовски, 1962), «Варшава. Год 5703» (режиссёр Януш Киёвски, 1992), «Туристический паспорт» (И без вас тошно, режиссёр Голда Тенцер, 1998), документальной ленты «У себя» (режиссёр Агнешка Арнольд, 2018), музыкального телефильма «Miasteczko Bełz» (также дирижёр оркестра, режиссёр Барбара Борис-Дамечка, 1987). Снялся в эпизодических ролях в фильмах «Война и любовь» (режиссёр Моше Мизрахи, 1985), «Список Шиндлера» (роль инвестора Анджея Фарбера), «Две луны» (режиссёр Анджей Барански, 1993), «На дороге» (режиссёр Эмануэль Финкель, 1999).
Почётный гражданин Кракова (2014) и Хмельника (за созданную им «Хмельницкую рапсодию», 2011). Награждён золотой медалью «За заслуги в культуре Gloria Artis» (за выдающиеся заслуги в области культуры без предварительного награждения бронзовой и серебряной медалями, 2008), военными наградами.
Награждён серебряным крестом Virtuti militari, кавалерским крестом ордена Возрождения Польши, Крестом Храбрых, Золотым Крестом Заслуги

## Нотные публикации
- Leopold Kozłowski, Jacek Cygan. Najpiękniejsze pieśni i piosenki żydowskie (пол.). — Kraków: Wydawnictwo Austeria, 2006. — 80 с. — ISBN 9788389129895..